# Porthecla gemma
Porthecla gemma is een vlinder uit de familie van de Lycaenidae. De wetenschappelijke naam van de soort werd als Thecla gemma in 1907 gepubliceerd door Hamilton Herbert Druce.